# Погоны
Пого́ны (пого́нчики) (от глагола «погоня́ть») — наплечные знаки различия военной или иной профессиональной корпорации на форменной (корпоративной) одежде для обозначения  корпоративных признаков и различий:
- чинов;
- персональных званий (воинских и специальных);
- классных чинов;
- должности;
- принадлежности к определённому министерству, ведомству, организации или службе (в том числе к роду войск (роду сил) вида вооружённых сил, спецвойскам)[3].

Военные погоны определяют статус военного в определённом роде войск. Поэтому при лишении звания иногда проводят позорящий ритуал срывания погон.
Альтернативой погонам является размещение различных знаков различия (шитьё, нашивки (нагрудные, нарукавные), петлицы) на головных уборах, воротниках, рукавах.

## Описание
Погоны (большого размера) и погончики (малого размера) представляют собой носимые на плечах знаки различия с обозначенным на них тем или иным образом (нашивками, просветами, звёздочками и шевронами) званием, должностью, служебной принадлежностью владельца погон.
Погоны используют практически во всех государствах и странах для обозначения самых разнообразных корпоративных признаков и различий в вооружённых силах, правоохранительных органах и различных военизированных формированиях и организациях, а также в министерствах, ведомствах и организациях, в которых предусмотрено ношение форменной корпоративной одежды и соответствующих знаков различия.
В настоящее время в Российской Федерации (а также в некоторых других государствах и странах) кроме личного состава вооружённых сил погоны носят сотрудники полиции (милиции), прокуратуры, налоговых, экологических служб (инспекций), работники транспорта (главным образом железнодорожного, морского, речного, гражданской авиации), ведомственной охраны.
К погонам близки эполеты, отличающиеся тем, что, если погон имеет в основном прямоугольную форму и одним концом обычно жёстко закреплён у плечевого шва, а вторым пристёгивается пуговицей у воротника, то эполет имеет форму круга или овала (как правило, с бахромой или кистями) у плечевого конца и прямоугольный клапан, продеваемый под специальный контр-погон и пристёгивающийся у воротника пуговицей.

## История
Есть гипотеза, что прообразом погон и эполет можно считать металлические наплечные щитки рыцарского доспеха, которые защищали плечи от рубящих ударов холодным оружием и могли нести гербовые знаки. Это мнение оспаривается некоторыми исследователями, отрицающими само существование чего-либо «даже близко похожего на „защитные плечевые пластинки“». Действительно, не на всех рыцарских доспехах имелись указанные детали, однако на приведённых ниже изображениях представлены образцы гербовых наплечников рыцарских доспехов:
Первоначальное прикладное значение погон — удерживать от сползания портупею, перевязь (ремень) патронной сумки, лямки ранца, предохранять мундир от потёртостей от ружья в положении «на плечо». Погон в этом случае мог быть только один — слева (патронная сумка носилась на правом боку, ружьё — на левом плече). Моряки патронную сумку не носили, и именно по этой причине в большинстве флотов мира погоны не употребляют, а должность или ранг обозначают нашивками на рукаве.
В настоящее время, как правило, жёсткие цветные или шитые галуном погоны с яркими звёздами и значками носят с парадной формой, тогда как с полевой употребляют менее яркие матерчатые погоны без шитья, часто в цвет камуфляжа.

### В Российской империи
В России погон появился на военной одежде при Петре I между 1683 и 1699 годом. Поначалу они были принадлежностью только солдатской формы. Офицеры не имели погон, так как не носили ружей и сумок.
Использовать погон как средство различия военнослужащих одного полка от другого стали с 1762 года, когда каждому полку были установлены погоны различного плетения из гарусного шнура. Одновременно была предпринята попытка сделать погон средством различения солдат и офицеров, для чего в одном и том же полку у офицеров и солдат плетение погона было различным. Единых образцов погон не существовало, поэтому функцию знака различия они выполняли плохо.
По другим данным погоны появились в 1732 году и только на левом плече — для поддержания на плече ремня портупеи. Первые прообразы эполет были присвоены чинам лейб-кампании, а в дальнейшем стали более чем на 100 лет знаками отличия офицеров и генералов.
При императоре Павле I погоны вновь стали носить только солдаты и только с утилитарной целью — удерживать амуницию на плечах, но цвет погон уже регламентировался, что указывало на принадлежность к определённой воинской части. С 1807 года на погонах стали вышивать номер дивизии или заглавные буквы наименования части.
Функцию знаков различия погонам вернул Александр I в начале XIX века (однако не во всех родах войск). В пехоте были введены погоны на оба плеча, в кавалерии — только на левое. Цвет погон означал принадлежность к полку или батальону. Офицерские погоны обшивали золотым или серебряным галуном. В 1803 году для офицеров были введены эполеты, которые, благодаря плетению из канители и своей массивности, могли защищать плечи от рубящих ударов холодным оружием.
К 1812 году погоны носила почти вся армия, за исключением лёгкой кавалерии — гусары и уланы продолжали носить на мундире витые шнуры. Но звания по погонам ещё не определяли.
В 1827 году на офицерских и генеральских погонах и эполетах были установлены звёздочки, количество которых определяло звание. Старшие обер-офицеры, штаб-офицеры и генералы — капитаны, полковники и полные генералы носили погоны без звёздочек.
С 1843 года погоны с помощью нашивок галуна или тесьмы стали знаком различия воинских званий у солдат и унтер-офицеров, у фельдфебелей — поперечный широкий галун, у старших унтер-офицеров — 3 поперечных узких полоски, у младших унт-оф. — 2 поперечных узких полоски, у ефрейторов — 1 узкая полоска. С 1854 года постепенно вводили погоны вместо эполет и для офицеров, первоначально — только на шинель, а в марте 1855 года — и на другие виды одежды. На погоны наносили также шифровки (сокращённое наименование воинской части), эмблемы рода оружия, вензель шефа полка. Вводили также погоны для военных чиновников. Они были у́же офицерских, звёздочки на них располагались в вертикальном ряду, иным был рисунок галуна.
Русские офицерские погоны с 30 ноября 1855 года были 6-угольными, солдатские — 5-угольными. Офицерские погоны производили вручную, на цветную основу нашивали куски портупейного или штаб-офицерского галуна, из-под которых просвечивало поле погона (отсюда «просветы» — цветные дорожки на офицерских погонах). Галун был золотого и (реже) серебряного цветов, звёздочки — шитые, на золотом погоне — серебряные, на серебряном — золотые, одинакового размера (диаметром 11 мм) для всех офицеров и генералов (погоны капитана, полковника и полного генерала звёздочек не имели). Цвет просвета означал номер полка в дивизии или род войск, красный — 1-й и 2-й полки в дивизии, синий — 3-й и 4-й полки в дивизии, жёлтый — гренадерские части, малиновый — стрелковые. Дизайн генеральской вышивки (широкий зигзаг) был заимствован со знаков различия генералов австро-венгерской армии.
В 1914 году с началом Первой мировой войны были отменены вензеля «вражеских» шефов на русских погонах (императоров Германии и Австро-Венгрии, царя Болгарии). 20 октября 1914 года, кроме золотых и серебряных впервые были введены полевые погоны для действующей армии. Их поле было цвета хаки, звёздочки на них были металлическими оксидированными, просветы обозначали тёмно-коричневыми или жёлтыми молескиновыми полосками.
После Февральской революции в апреле 1917 года были отменены вензеля Августейшей фамилии на погонах.
Летом 1917 года в некоторых ударных частях Русской армии были введены чёрные погоны с белыми просветами.

### После Октябрьской революции
После Октябрьской революции в армии советской России погоны были отменены 16 декабря 1917 года. Вместо них в качестве знаков различия до 1943 года использовались петлицы.
В белых армиях погоны, как правило, сохраняли. Погоны стали символом преемственности и воинской дисциплины. При выступлении в Первый Кубанский поход Корнилов приказал всем добровольцам надеть погоны. В 1918 году в Добровольческой армии были сформированы несколько частей, получивших наименование «цветных» за свои особые, отличные от стандартных, цветные погоны. Среди них можно назвать Корниловский ударный полк, чины которого носили погоны черно-красного цвета.
Однако в некоторых армиях, воевавших на стороне Белого движения, погоны также были отменены, а вместо них введены нарукавные знаки различия, например, в Народной армии Комуча и в Сибирской армии Временного сибирского правительства. Правда, существовали подобные нарукавные знаки отличия непродолжительное время. Так, всего через месяц после их введения в Сибирской армии были вновь введены погоны. При этом командир 1-го Средне-Сибирского армейского корпуса подполковник А. Н. Пепеляев, «известный своими демократическими взглядами, неукоснительно следовал предписаниям и ввёл в своих частях только защитные погоны, старательно избегая галунных и цветных, и стремясь следовать традициям походной формы прежней армии, последним в Сибирской армии». К 1918 году после 4 лет войны галунных погон у офицеров почти не осталось.
Впоследствии в эмиграции на территории Югославии русским офицерам разрешали носить военную форму и «старые» погоны встречались там вплоть до 1944 года.
В советской пропаганде до Великой Отечественной войны погоны на много лет стали символом контрреволюционного офицерства (которых презрительно называли «золотопогонниками»).

### В СССР
Существует версия, что в ВС СССР ввести погоны (только для военнослужащих гвардейских частей) предложил Алексей Алексеевич Игнатьев в 1943 году. Это ошибочное утверждение. Погоны, по воспоминаниям Хрулёва, предложено было ввести для гвардейских частей ещё в 1941 году. Тем не менее, в 1941 году всё осталось на уровне проектов. Однако летом 1942 года о введении погон для всех военнослужащих РККА и ВМФ заговорили всерьёз — началась реальная подготовка к введению новой военной формы и знаков различия (в частности, тогда была восстановлена шинель для комсостава 1941 года, а комначсоставу было запрещено носить шинели покроя сержантов и рядовых). Погоны были введены 6 января 1943 года для личного состава РККА, а 15 февраля — для личного состава ВМФ СССР. Погоны были введены указом Президиума Верховного Совета СССР от 6 января 1943 года, который был объявлен в РККА приказом НКО СССР № 25 от 15 января 1943 года, а на флоте — приказом НКВМФ № 51 от 15 февраля 1943 года. Кроме того, 18 февраля 1943 года погоны были введены в НКВД и НКГБ, 28 мая 1943 года — в Наркомате иностранных дел, 4 сентября 1943 года — в Наркомате путей сообщения и 8 октября 1943 года — в Прокуратуре СССР (в последних трёх ведомствах погоны были отменены 12 июля 1954 года).
Для Красной Армии были установлены полевые и повседневные погоны.
Советские погоны имели много общего с дореволюционными, но были и отличия, офицерские погоны РККА (но не ВМФ) 1943 года были 5-угольными, а не 6-угольными; цвета просветов обозначали род войск, а не полк; просвет повседневного погона представлял собой единое целое с полем погона, просвет полевого погона был нашивной; с трёх сторон (кроме нижней) на погоне имелись цветные канты (выпушка) по цвету рода войск; звёздочки были металлическими, золотыми или серебряными, и различались по размеру для младших и старших офицеров; звания обозначали иным, в отличие от дореволюционного, количеством звёздочек; погоны без звёздочек восстановлены не были. Советские офицерские погоны были на 5 мм шире дореволюционных. Шифровки на них размещали недолго.
Соответственно присвоенному воинскому званию и принадлежности к роду войск (службе) на поле погон размещали знаки различия (звёздочки и просветы) и эмблемы. Погоны младших офицеров имели 1 просвет и 1—4 металлические посеребрённые звёздочки диаметром 13 мм, а погоны старших офицеров — 2 просвета и 1—3 звёздочки диаметром 20 мм. Для старших офицеров (военных юристов и медиков) существовали «средние» звёздочки диаметром 18 мм. Первоначально звёзды старших офицеров крепили не на просветах, а на середине поля узкого галуна — как на погонах императорской армии. Полевые погоны имели поле защитного цвета (сукно цвета хаки) с пришитыми к нему 1 или 2 просветами. Просветы были установлены для полевых погон: бордо — для пехоты, артиллерии, автобронетанковых войск, авиации, кавалерии, инженерно-технических войск, коричневые — для медиков, интендантов и юристов. Канты на полевых погонах были установлены для пехоты и интендантской службы — малиновые; артиллерии, автобронетанковых войск, медицинской и ветеринарной служб — красные; авиации — голубой; кавалерии — светло-синий; инженерно-технических войск — чёрный.
Поле повседневного погона изготавливали из золотистого шёлка или галуна. Для повседневных погон инженерно-командного состава, юристов, интендантской, медицинской и ветеринарной служб был утверждён галун серебристого цвета. Действовало правило, согласно которому серебристые звёздочки носили на золотистых погонах, и наоборот, на серебристых погонах носились золочёные звёздочки (кроме ветеринаров — они носили серебристые звездочки на серебристых же погонах).
Ширина погон — 6 см, а для офицерского состава медицинской и ветеринарной служб и военной юстиции — 4 см. Известно, что такие погоны в войсках называли «дубками». Цвет кантов и просветов был одинаковым на повседневных погонах и зависел от рода войск и службы — малиновый в пехоте, голубой в авиации, светло-синий в кавалерии, чёрный — в инженерно-технических войсках, красный — у врачей. На всех погонах была предусмотрена одна форменная позолоченная пуговица со звездой, с серпом и молотом в центре, на флоте — серебристая пуговица с якорем.
Генеральские погоны образца 1943 года, в отличие от солдатских и офицерских, были 6-угольными. Они были золотыми с серебряными звёздами. Исключение составляли погоны генералов медицинской и ветеринарной служб и юстиции. Для них были введены узкие серебряные погоны с золотыми звёздами.
Флотские офицерские погоны, в отличие от армейских, так же, как и дореволюционные, были 6-угольными. В остальном они были аналогичны армейским, но цвет выпушки погон был определён следующий: для офицерского состава корабельной, инженерно-корабельной и инженерно-береговой служб — чёрный, для авиации и инженерно-авиационной службы — голубой, интендантов — малиновый, для всех остальных офицеров флота, в том числе юстиции — красный. На погонах командного и корабельного состава эмблемы не носили.
Цвет поля, звёзд и выпушки погон генералов и адмиралов, а также их ширина тоже определяли родом войск и службой, поле погон высших офицеров шили из галуна специального плетения. Пуговицы генералов Красной армии имели изображение герба СССР, а адмиралов и генералов ВМФ — герб СССР, наложенный на 2 скрещённых якоря.
Эмигрант генерал Витковский в Югославии с большой радостью увидел первых советских солдат, на них были погоны — символ белогвардейцев уже применяли в РККА.
7 ноября 1944 года было изменено расположение звёзд на погонах полковников и подполковников РККА. До этого момента их размещали по сторонам просветов, теперь же переместили на сами просветы. 9 октября 1946 года была изменена форма погон офицеров Советской армии — они стали 6-угольными.
Приказом министра вооружённых сил СССР № 4 от 1947 года на погоны вводили 2 вида нашивок, один вид — для офицеров, находящихся в запасе, другой вид — для офицеров, находящихся в отставке. Нашивки имели золотистый цвет (для носивших серебристые погоны) или серебристый цвет (для золотистых погон) нашивки. В 1955 году эти нашивки были отменены.
Крупные реформы погон в советских вооружённых силах проходили в следующие годы:
- 1955. Ввели повседневно-полевые 2-сторонние погоны для рядовых и сержантов
- 1956. Ввели полевые погоны для офицеров со звёздами и эмблемами цвета хаки и просветами по роду войск
- 1957. Готовили так называемую «жуковскую реформу» погон. 23 сентября 1957 года постановлением совета министров СССР № 1134 (объявлено приказом МО СССР от 28 сентября 1957 года № 185) для военнослужащих Советской армии и Военно-морского флота была введена новая форма одежды и установлены погоны необычной трапециевидной формы, внешне напоминавшие погоны армии Чехословакии. Однако 27 октября 1957 года, когда инициатор нововведения — маршал Советского союза Г. К. Жуков был смещён с поста министра обороны, реформа была свернута. На тот момент работа по внедрению знаков различия нового образца находилась на стадии изготовления опытной партии для уточнения технологии и размеров лекал
- 1958. Упразднили узкие погоны образца 1946 года для медиков, ветеринаров и юристов. На золотых погонах ввели серебряные звёздочки, на серебряных — золотые. Цвета просветов — красный (общевойсковой, ВДВ), малиновый (инженерные войска), чёрный (танковые войска, артиллерия, технические войска), голубой (авиация), темно-зелёный (медики, ветеринары, юристы); синий (цвет кавалерии) упразднён в связи с ликвидацией этого рода войск. Для генералов медицинской, ветеринарной служб и юстиции введены широкие серебряные погоны с золотыми звёздами, для прочих — золотые погоны с серебряными звёздами
- 1962. Готовили так называемую «хрущёвскую реформу», предполагавшую отмену погон в Советской армии (по аналогией с отменой погон у железнодорожников, дипломатов и работников прокуратуры). Армия должна была вернуться к «ленинским нормам», то есть к петлицам. Однако предполагавшиеся петлицы не должны были повторять знаки различия 1930-х годов. Реализация этого проекта встретила сильное противодействие министерства обороны, из-за чего реформа была затянута, а после устранения Н. С. Хрущёва в 1964 году, свёрнута[источник не указан 1944 дня]
- 1963. Упразднены погоны старшины (мичмана) образца 1943 года (со «старшинским молотком»), вместо них ввели погоны с одной продольной полосой из широкого галуна (такой рисунок предполагали для неосуществлённой реформы 1957 года)
- 1969. На золотых погонах ввели золотые звёздочки, на серебряных — серебряные. Цвета просветов в СА — красный (сухопутные войска), чёрный (танковые войска, артиллерия, просуществовали до 1971[источник не указан 1443 дня]), малиновый (медслужба, ветеринарная служба, медики, юстиция, административная служба) и голубой (авиация, ВДВ). Во внутренних войсках — краповый, в КГБ — васильковый. Упразднили серебряные генеральские погоны. Все генеральские погоны стали золотыми, с золотыми звёздами, обрамлёнными кантом по роду войск
- 1972. Ввели погоны для прапорщиков и аналогичные им погоны для мичманов, с расположением двух звёздочек (размера, установленного для младших офицеров) на осевой продольной линии погона без просветов; прежний мичманский погон с продольной полосой из широкого галуна был установлен для звания главный корабельный старшина
- 1973. Устанавливали новый перечень буквенных обозначений («СА» — Советская Армия, «ВВ» — внутренние войска, «ПВ» — пограничные войска КГБ, «ГБ» — войска КГБ) на погонах солдат и сержантов, «К» — на погонах курсантов и «Ф» — для ВМФ. На погонах и погончиках матросов и старшин разместили буквы флотов («БФ» — балтийский флот, «СФ» — северный флот, «ТФ» — тихоокеанский флот, «ЧФ» — черноморский флот)
- 1974. Ввели новые погоны генерала армии взамен погон образца 1943 года. Чёрные просветы на погонах младших и старших офицеров были заменены на красные
- 1980. Упразднили все серебряные погоны с серебряными звёздочками. Цвета просветов — красный (общевойсковой), голубой (авиация, ВДВ), зелёный (пограничные войска), васильковый (КГБ). Ввели новые погоны генерала армии взамен погон образца 1974 года
- 1981. Ввели погоны старшего прапорщика и старшего мичмана с тремя звёздочками на продольной осевой линии погона без просвета; размер звёздочек — как для младших офицеров
- 1986. Впервые за всю историю русских офицерских погон были введены полевые погоны без просветов, различающиеся только размером звёздочек (нашивные погоны к полевой форме-«афганке»)
- 1988. Ввели белые погоны для рубашек парадной летней формы одежды

## Нашивки
В некоторых странах на погонах используют нашивки — специальные знаки различия в виде нашивных либо прикрепляющихся на проволочных креплениях металлических полосок или уголков (шевронов) на погонах служащих младшего состава, например, сержантов, в просторечии «лычки».
Нашивки размещают на погонах военнослужащих и сотрудников полиции (милиции), курсантов учреждений военного и полувоенного типа, работников РЖД, метрополитена.
В России первоначально были введены в 1843 году для определения чинов унтер-офицерского состава. одну поперечную узкую нашивку носил ефрейтор, две — младший унтер-офицер, три — старший унтер-офицер, одну широкую — фельдфебель, широкую продольную — подпрапорщик (чины указаны для пехоты (стрелков)).
В ВС Союза ССР, с 1943 года, использовали нашивки для обозначения званий военнослужащих младшего командного и начальствующего состава. Нашивки были красного (для полевой) и золотистого либо серебристого (для повседневной и парадной форм одежды по видам войск) цветов. Впоследствии серебристые нашивки упразднили, но ввели жёлтые для повседневной формы. Для полевой формы предусматривали нашивки защитного цвета, так как золотистые или серебристые нашивки были хорошо видны издали и тем самым демаскировали военнослужащего.
Званию ефрейтора (старшего матроса) соответствовала 1 узкая нашивка, располагавшаяся поперёк погона, званиям младшего сержанта и сержанта (старшины 2-й и 1-й статьи) — 2 и 3 узких нашивки соответственно, старшие сержанты (главные старшины) носили 1 широкую нашивку поперёк погона, а старшины (до 1970-х годов в ВМФ — мичманы, затем — главные корабельные старшины) — 1 нашивку, располагавшуюся вдоль погона по его оси (в 1943—63 годах старшины носили так называемый «старшинский молоток» — широкую поперечную нашивку вверху погона, а в него снизу погона упиралась продольная узкая нашивка. Курсанты имели также шевроны вдоль боковых и верхнего краёв погона, крепившегося на пуговицу, а с 1970 года, после отмены погон, крепившихся на пуговицу — только вдоль внешнего края погон. У суворовцев шевроны на погонах имели только младшие командиры, вице-сержант — вдоль боковых и верхнего краёв погона, а старшему вице-сержанту добавлялся ещё 1 шеврон такой же ширины, располагавшийся вдоль погона по оси.
У советских милиционеров сержантские звания обозначали алюминиевыми золотистого цвета полосками, заменявшими шевроны. Для старшин милиции изготавливали специальные тканые погоны, где продольная нашивка была вышита вместе с полем погона.
С 1994 по 2010 годы в ВС РФ для этих целей использовали угольники из металла золотистого цвета или металла (пластика) серо-зелёного цвета (для полевой формы). Ефрейтору (старшему матросу) полагался 1 узкий угольник, младшему сержанту (старшине 2-й статьи) — 2, сержанту (старшине 1-й статьи) — 3 узких угольника, старший сержант (главный старшина) носил 1 широкий угольник, а старшина (главный корабельный старшина) — сочетание узкого и широкого угольников. С 2010 года войска перешли на традиционные нашивки из галуна.

## Галерея портретов
- Германия, 1877 (Отто фон Бисмарк)
- Японский генерал С. Хаяси с погончиками
- Американский генерал У. Шорт с погончиками
- Русские офицерские погоны с вензелем (Н. Бабиев, 1918-19 годы)
- Французский генерал де Голль, около 1942 года, с погончиками
- Приказный Донского казачьего войска Козьма Крючков, 1914

## Историческая галерея погон зарубежных армий
- Погон воинского звания «капитан-лейтенант». Военный флот Болгарского княжества
- Погоны некоторых частей Германской имперской армии периода Первой мировой войны
- Погоны рядового состава некоторых частей Германской имперской армии до 1918 года
- Погоны и эполеты армии Королевства Пруссия до 1918 года
- Погон контр-адмирала ВМФ Италии